# ガス・ブリュレ
ガス・ブリュレ（Gace Brulé, 1220年ごろ没）はシャンパーニュ出身のトルヴェール。トルバドゥールの遺産を引き継ぎ、トルヴェールを確立した。初期のトルヴェールの代表的人物で、トルヴェールのうちでは現存する作品数が最も多い。同時代の文学作品『薔薇物語』にも引用されるほど有名であった。
『サンドニ年代記 Chroniques de Saint-Denis』における記述をもとに、ブリュレはシャンパーニュ伯ティボー2世に詩文学を教えたと伝えられており、この記述は両者が共作を行なった証拠と見做されている。後にシャンパーニュを追われてブルターニュに逃れた。1212年ドルーの地をめぐってテンプル騎士団と契約書を交わしている。1220年（遅くとも1225年）までに亡くなった可能性が高い。
 この記事にはアメリカ合衆国内で著作権が消滅した次の百科事典本文を含む: Chisholm, Hugh, ed. (1911). “Gace Brulé”. Encyclopædia Britannica (英語) (11th ed.). Cambridge University Press.